# Enfilar
En el ámbito militar, el verbo enfilar se aplica al fuego de artillería, solo cuando la trayectoria del proyectil coincide con una fila enemiga y por consiguiente, hace en ella gran estrago. 
Por extensión, ya sean filas, hileras, crestas de parapetos, trincheras, puentes o lo que fuere, enfilar es aprovechar el proyectil, matar con él en cada tiro el mayor número de hombres posible. Cuando una tropa atraviesa un puente, por ejemplo, lo que la bala derriba, no son filas, sino hileras. Los ingenieros acuden a desenfilar, esto es, a remediar la enfilada, ya por la traza o disposición de las obras cuando es posible, ya por medio de traveses, espaldones, cestonadas o candeleros.